# Найден Милков
Найден Митков Милков е бивш български попфолк певец, бивш полицай от Специализираното звено за борба с масовите безредици, бивш общински съветник, един от основателите на „Първа частна милиция“.

## Биография
Найден Милков роден на 17 октомври 1966 г. в град Бургас. В продължение на 11 години е дуетна половина на известната попфолк певица Тони Дачева, като са живели и на семейни начала. Двамата се запознават през 1997 и се разделят през 2008 година. През 2001 година излиза първата им дуетна песен „Грях ли е“, която се превръща в първия им хит. Има издадени три дуетни албума с Тони, както и един самостоятелен – „Рицар на честта“, през 2003 година. Има син – Димитър Милков – от първия си брак, който е престъпник с множество криминални прояви: нападения над полицаи, наркотрафик, незаконно притежание на оръжие, побои, изнасилвания и др. Заради това Найден Милков се отрича от сина си.
През 2007 г. на фестивала „Бургас и морето“ Найден Милков получава наградата на публиката за песента „Целувка с дъх на море“, след което прекратява певческата си кариера.
Понастоящем Найден Милков живее с приятелката си Диляна. Двамата имат дете, родено на 22 февруари 2011 година.

## Дискография

### Студийни албуми

#### Дуетни албуми с Тони Дачева
- Грях ли е (2001)
- Като на кино (2005)
- Бяла лястовица (2007)

#### Самостоятелни албуми
- Рицар на честта (2003)

## Награди
- 2001 – Годишни награди на сп. „Нов фолк“ – Вокална формация на годината /с Тони Дачева/
- 2002 – Годишни награди на сп. „Нов фолк“ – Принос към музикалната индустрия
- 2002 – Годишни награди на ТВ „Планета“ – Специална награда /с Тони Дачева/